# 大子警察署
大子警察署（だいごけいさつしょ）は、茨城県警察が管轄する警察署の一つである。署長は警視。

## 所在地
- 〒319-3551 茨城県久慈郡大子町大字池田2721番地

## 管轄区域
- 久慈郡大子町

## 沿革
- 1877年（明治10年） - 大子駐屯所発足
- 1878年（明治11年） - 太田警察署大子分署
- 1954年（昭和29年） - 大子警察署と改称
- 1970年（昭和45年） - 現庁舎建設
- 2021年（令和3年）- 浅川駐在所、西金駐在所の両駐在所を閉所。

## 組織
- 署長
- 副署長
- 警務課
  - 総合相談係
  - 被害者支援係
- 会計課
- 地域交通課
  - 事故捜査係
- 刑事生活安全課
  - 銃刀係
  - 鑑識係
- 警備課

## 交番
なし。

## 駐在所
- 下野宮駐在所 - 久慈郡大子町大字下野宮1611-3
- 町付駐在所 - 久慈郡大子町大字町付866-2
- 依上駐在所 - 久慈郡大子町大字下金沢2211-2
- 左貫駐在所 - 久慈郡大子町大字左貫3227
- 袋田駐在所 - 久慈郡大子町大字袋田1329-6
- 小生瀬駐在所 - 久慈郡大子町大字小生瀬10-1
- 頃藤駐在所 - 久慈郡大子町大字頃藤3734-1
- 浅川駐在所 - 久慈郡大子町浅川1236（2021年〈令和3年〉3月31日で閉所）
- 西金駐在所 - 久慈郡大子町西金322-1（2021年〈令和3年〉3月31日で閉所）